# Tetraodon lineatus
Tetraodon lineatus е вид лъчеперка от семейство Tetraodontidae. Видът не е застрашен от изчезване.

## Разпространение и местообитание
Разпространен е в Бенин, Буркина Фасо, Гамбия, Гана, Гвинея, Гвинея-Бисау, Египет, Етиопия, Камерун, Кения, Мавритания, Мали, Нигер, Нигерия, Сенегал, Сиера Леоне, Централноафриканска република, Чад и Южен Судан.
Обитава сладководни и полусолени басейни, морета и реки в райони с тропически климат.

## Описание
На дължина достигат до 43 cm, а теглото им е максимум 1000 g.
Продължителността им на живот е около 5,9 години.